# Ново (Городищенский сельсовет)
Ново — деревня в Белозерском районе Вологодской области.
Входит в состав Шольского сельского поселения (с 1 января 2006 года по 9 апреля 2009 года входила в Городищенское сельское поселение), с точки зрения административно-территориального деления — в Городищенский сельсовет.
Расположена на левом берегу реки Тойцы. Расстояние до районного центра Белозерска по автодороге — 97 км, до центра муниципального образования села Зубово по прямой — 17 км. Ближайшие населённые пункты — Иваньково, Пушкино, Старое Село.
По данным переписи в 2002 году постоянного населения не было.